# アメリカン・ホラー・ストーリー
『アメリカン・ホラー・ストーリー』（American Horror Story）は、ライアン・マーフィー及びブラッド・ファルチャック企画・製作によるホラーテレビシリーズである。各シーズンがそれぞれ独立した設定のキャラクター、舞台、ストーリーを持ち、始まりから終わりまでが描かれるミニシリーズとなっているアンソロジーシリーズである。
2011年に放送された第1シーズンではロサンゼルスの幽霊屋敷に引っ越してきた家族が描かれる。同シーズンは後に『American Horror Story: Murder House』と改題され、日本語版でも『アメリカン・ホラー・ストーリー: 呪いの館』と呼ばれる場合がある。第2シーズン『アメリカン・ホラー・ストーリー: 精神科病棟』は1964年を舞台とし、触法精神障害者の施設に住む人々が描かれる。第3シーズン『アメリカン・ホラー・ストーリー: 魔女団』は1800年代と現代の両方が舞台となり、魔女とブードゥー教者の対決が描かれる。
シリーズはテレビ批評家より高評価された。出演者では特にジェシカ・ラングが高く評価されており、彼女はエミー賞、ゴールデングローブ賞、全米映画俳優組合賞などを獲得した。FXでは高視聴率のシリーズであり、また第1シーズンは2011年の新作ケーブル番組としては最高であった。
アメリカ合衆国のケーブルテレビ局であるFXで放送される。第1シーズンは2011年10月5日に始まり、同年12月21日に終了した。第2シーズンは2012年10月17日に始まり、2013年1月23日に終了した。第3シーズンは2013年10月9日より始まっており、2014年1月29日に終了した。日本ではネットフリックスがシーズン1〜シーズン9までを配信したが 、2022年2月28日をもって停止となった。

## 内容
| シーズン | シーズン | タイトル   | 話数 | 話数 | 放送期間       | 放送期間       |
| シーズン | シーズン | タイトル   | 話数 | 話数 | 初回放送       | 最終回放送     |
| -------- | -------- | ---------- | ---- | ---- | -------------- | -------------- |
|          | 1        | 呪いの館   | 12   | 12   | 2011年10月5日  | 2011年12月21日 |
|          | 2        | 精神科病棟 | 13   | 13   | 2012年10月17日 | 2013年1月23日  |
|          | 3        | 魔女団     | 13   | 13   | 2013年10月9日  | 2014年1月29日  |
|          | 4        | 怪奇劇場   | 13   | 13   | 2014年10月8日  | 2015年1月21日  |
|          | 5        | ホテル     | 12   | 12   | 2015年10月7日  | 2016年1月13日  |
|          | 6        | 体験談     | 10   | 10   | 2016年9月14日  | 2016年11月16日 |
|          | 7        | カルト     | 11   | 11   | 2017年9月5日   | 2017年11月14日 |
|          | 8        | 黙示録     | 10   | 10   | 2018年9月12日  | 2018年11月14日 |
|          | 9        | 1984       | 9    | 9    | 2019年9月18日  | 2019年11月13日 |
|          | 10       | 2つの物語  | 10   | 10   | 2021年8月25日  | 2021年10月20日 |
|          | 11       | NYC        | 10   | 10   | 2022年10月19日 | 2022年11月16日 |
|          | 12       | デリケート | 9    | 9    | 2023年9月20日  | 2024年4月24日  |

### 第1シーズン: 『呪いの館』(2011年)
後に『American Horror Story: Murder House』に改題される第1シーズン(日本語題は単に『アメリカン・ホラー・ストーリー』かまたは『アメリカン・ホラー・ストーリー: 呪いの館』)は、不倫を扱っている。物語は2011年を舞台とし、ボストンからロサンゼルスに引越してきた精神科医のベン(ディラン・マクダーモット)、その妻のヴィヴィアン(コニー・ブリットン)、ティーンエイジャーの娘のヴァイオレット(タイッサ・ファーミガ)のハーモン一家が描かれる。引越し前にヴィヴィアンは死産し、ベンは浮気していた。引っ越した後に彼らは家の元住人のコンスタンス・ラングドン(ジェシカ・ラング)、その息子のテイト(エヴァン・ピーターズ)、大火傷を負っているラリー・ハーヴェイ(デニス・オヘア)と出会う。精神を病んでいるヴァイオレットはテイトと友人になり、ベンとヴィヴィアンは夫婦関係を修復しようと努力する。一家はやがてかつてこの家で死んだ者たちが幽霊として現れるという事実を知る。

### 第2シーズン: 『精神科病棟』(2012年 - 13年)
第2シーズン『アメリカン・ホラー・ストーリー: 精神科病棟』(別題『アメリカン・ホラー・ストーリー アサイラム』、原題: American Horror Story: Asylum)は、「sanity」を扱っている。物語は1964年を舞台とし、触法精神障害者を収容、治療するために建てられたブライヤークリフ精神科病棟の患者、看護婦、修道士が描かれる。施設はシスター・ジュード(ジェシカ・ラング)、その弟子のシスター・マリー・ ユニス(リリー・レーブ)、ティモシー・ハワード神父(ジョセフ・ファインズ)が管理、監視する。医者には裁判所から精神分析医のオリバー・スレッドソン(ザカリー・クイント)やサディスティックなアーサー・アーデン(ジェームズ・クロムウェル)がいる。患者にはラナ・ウィンターズ(サラ・ポールソン)、連続殺人容疑のキット・ウォーカー(エヴァン・ピーターズ)、グレース(リジー・ブロシュレ)などがおり、彼らは不当に収容されている。

### 第3シーズン: 『魔女団』(2013年 - 14年)
第3シーズン『アメリカン・ホラー・ストーリー: 魔女団』(American Horror Story: Coven)は少数民族への弾圧を扱っている。セイラム魔女裁判の生き残りたちの末裔が描かれ、現代、1970年代、1830年代の3つの時代を舞台とする。

### 第4シーズン: 『怪奇劇場』
1952年のフロリダ州ジュピターを舞台に、そこで巡回公演中の見世物小屋”フリークショー”をテーマにしている。

### 第5シーズン: 『ホテル』
ＬＡのホテル･コルテスを舞台とした「血塗られた」ホテルの歴史を紐解くストーリー。

## 製作

### 構想
企画者のマーフィーとファルチャックはフォックスのシリーズ『glee/グリー』の製作が始まる前から『アメリカン・ホラー・ストーリー』に取り組んでいた。マーフィーは自分が以前にやっていたものとは正反対のことをやってみたかったので本作の仕事を始めた。彼は「私は『NIP/TUCK』から『glee』へ移ったので、私が挑戦的で暗い何かをやりたかったことを意味していた。そして私もブラッドもホラーというジャンルを常に愛していた。だから、それはちょうど私には自然なことだった」と述べた。ファルチャックはホラーのジャンルに異なる角度をつけるというアイデアに興味をそそられ、そしてシリーズ作成の主な目的は視聴者をこわがらせることであったと述べた。「あなたは人々がその後少しバランスを崩すことを望んでいる」と彼は述べた。
2011年2月、FXはマーフィーとファルチャックにパイロット版を発注し、2人が脚本を執筆し、マーフィーが監督することを発表した。またダンテ・ディ・ロレートがエグゼクティブ・プロデューサーを務めると発表された。シリーズの製作は2011年4月に始まった。2011年7月、FXはプロジェクトのシリーズ化を正式に発表した。
当初からマーフィーとファルチャックはシーズン毎に違う物語を描くシリーズにすることを計画していた。第1シーズンの最終回の放送後、マーフィーは第2シーズンではキャストとロケーションを変更する計画について語った。しかしながら彼は、第1シーズンに出演した俳優のいくらかが復帰すると発言した。彼は「復帰する人々は、ハーモン家の物語とは異なるキャラクター、クリーチャー、モンスターを演じる。彼らは全く新しいキャラクターを演じる」と発表した。2012年11月、FXのチーフ・エグゼクティヴのジョン・ランドグラフはシリーズのユニークなフォーマットについて「レパートリーキャストを持ったミニシリーズのアンソロジーシリーズという概念は画期的であると証明され、大成功し、そして新たな流行となるだろう」と語った。

### キャスティング

#### 第1シーズン
コニー・ブリットンはキャスト第1号となり、女主人公のヴィヴィアン・ハーモン役を務めることとなった。デニス・オヘアは2人目のラリー・ハーヴィー役で加わった。直後に続いてジェシカ・ラングがコンスタンス役となった。彼女にとっては初めてのテレビシリーズのレギュラー出演である。ラングの直後にはディラン・マクダーモットが男主人公のベン・ハーモン役にキャスティングされた。最後に加わったメインキャストはタイッサ・ファーミガとエヴァン・ピーターズであり、それぞれヴァイオレット・ハーモンとテイトを演じる。

#### 第2シーズン
2012年3月、マーフィーは第2シーズンが精神科病棟を管理するサディスティックなシスター・ジュードを演じるジェシカ・ラングが中心となる構想であることを明かした。第1シーズンにも出演していたエヴァン・ピーターズ、サラ・ポールソン、リリー・レーブ、ザカリー・クイントは第2シーズンでメインキャストを務める。ピーターズは妻を殺害した容疑で捕まったキット・ウォーカーを演じる。ポールソンは精神科病棟送りとなったレズビアンの記者のラナを演じる。レイブが演じるシスター・マリー・ ユニスは、シスター・ジュードの下で働く不器用な人物である。クイントは精神分析医のスレッドソンを演じる。リジー・ブロシュレが演じるグレイス・バートランドは、当初は「激しくて、猛烈で、とても性的、危険な野生児のセクシーな人物」と説明されていたが、後に役柄は大幅に変更された。ジェームズ・クロムウェルは病棟の責任者で、患者に対して残忍な実験を行うアーサー・アーデン医師を演じる。ジョセフ・ファインズはティモシー・ハワード神父を演じる。

#### 第3シーズン
マーフィーとファルチャックは、第2シーズンと同様に、ジェシカ・ラングをはじめとする「多数の俳優」が異なる役割で復帰することを明かした。エヴァン・ピーターズとサラ・ポールソンはラングと共に復帰することが明かされた。マーフィーはラングが「本当にグラマーキャットな女性」を演じると説明した。第1シーズンでヴァイオレットを演じたタイッサ・ファーミガは第3シーズンでもロマンスのあるキャラクターを務める。リリー・レーブは第3シーズンでも引き続いて主役としてキャスティングされた。これまでシリーズでリカーリングキャストだったフランセス・コンロイは第3シーズンでメインキャストを務める。アカデミー賞受賞女優のキャシー・ベイツもメインキャストを務める。彼女はラングが演じるキャラクターの親友であり、後に最大の敵となる女性役を務める。マーフィーはベイツのキャラクターを「彼女が『ミザリー』で演じたキャラクターの5倍最悪」であり、また「本当の出来事」に触発されていると説明した。2013年5月、マディソン役でエマ・ロバーツの参加が発表された。

### 撮影

#### 第1シーズン
パイロット・エピソードは、カリフォルニア州ロサンゼルスのカントリー・クラブ・パークの家（シリーズで幽霊屋敷や犯罪現場として扱われる）でロケーション撮影が行われた。この家はアメリカ建築家協会会長のアルフレッド・ローゼンハイムによって設計された。第1シーズンは家の正確なレプリカのセットで撮影された。ルイス・カムフォート・ティファニーのステンドグラスの窓、青銅色の照明器具といった小道具は家の外観を再現するために再作成された。

#### 第2シーズン
第2シーズンの撮影は、2012年10月半ばの開始に向けて同年7月末に開始された。第2シーズンの外観は、カリフォルニア州ベンチュラ郡ヒドゥンバレー、ロサンゼルス市外の農村地域で行われた。

#### 第3シーズン
第3シーズンの主要撮影は2013年7月23日に始まり、ルイジアナ州ニューオーリンズなど複数の場所で行われた。

### タイトルシークエンス
オープニングタイトルシークエンスはAMCのシリーズ『ウォーキング・デッド』や1995年の映画『セブン』で知られるカイル・クーパーと彼の会社のプロローグによって作成された。テーマ音楽はサウンドデザイナーのCesar Davila-Irizarryとミュージシャンのチャーリー・クロウザーが作曲した。撮影は Juan Ruiz Anchía 、編集は Gabriel J. Diaz が行った。
第1シーズンのタイトルシークエンスはハーモン家の地下が舞台であり、死んだ幼児の画像、瓶詰めの胎児、頭蓋骨、看護婦の制服などが含まれている。マーフィーはシークエンスをミニミステリと説明し、「あなたが第9話を見る頃には、このタイトルシークエンスの全てのイメージが説明されるだろう」と述べた。リジー・ボーデンの写真が使われている。
第2シーズンのオープニングシークエンスは第1シーズンと同じクリエイティブチームによって新しく撮影されている。

## 放送
アメリカ合衆国では2011年10月にケーブルテレビ局のFXでシリーズ初回が放送された。2011年11月にはFOXインターナショナル・チャンネルズにより世界各国で放送が始まった。

## 評価

### 批評家の反応

#### 第1シーズン
第1シーズンは、Rotten Tomatoesでは42件のレビューで支持率は64%となった。またMetacriticでは30件のレビューで加重平均値は62/100となった。『エンターテインメント・ウィークリー』のケン・タッカーは B+ と評価し、「『AHS』には常に、たくさんの悲鳴、セックス、衝撃、つぶされた顔、精神病的な行動、死んだ赤ん坊といった恐怖がある」と書いた。『ワシントン・ポスト』のハンク・ストゥーヴァーは「やり過ぎてしまうことはマーフィーの欠点の1つであるが、この番組には魅力的なスタイルと目眩がするグロスアウトがある」と評した。

#### 第2シーズン
第2シーズンも第1シーズンと同じく高評価を受け、Rotten Tomatoesでは40件のレビューで支持率は80%となった。またMetacriticでは21件のレビューで加重平均値は64/100となった。『ハフィントン・ポスト』のモーリーン・ライアンは「キャラクターの感情的な痛みが彼らの不確実性と恐怖と同じくらい本当であるとしばしば感じるのは、『精神科病棟』の脚本家、監督、キャストの名誉となる」と評した。『ニューヨーク・ポスト』のリンダ・スタージはシーズンを「思い切っている」と考えた上で、「この狂気の2時間後に自分自身が（精神科病棟に）入る必要がある」と付け加えた。

#### 第3シーズン
2013年11月6日時点で、第3シーズンはRotten Tomatoesでは32件のレビューで支持率は84%となっている。

### 視聴率
パイロット・エピソードは320万人の視聴者を獲得し、18-49歳のアダルト層のレイティング・シェアは1.6であった。これらはFXでこれまで放送されたシリーズの初回としては最高値であった。同回は59カ国で320万人に視聴された。シリーズが進むにつれて視聴者数は増加し、第1シーズン最終回の視聴者数は322万人、アメリカ国内18-49歳層のレイティング・シェアは1.7となった。2011年11月のFOXインターナショナル・チャンネルズによる初回放送は、ヨーロッパとラテンアメリカの多くの国々で時間帯1位または2位を獲得した。イギリスでは非地上波チャンネルのFXで放送され、初回が12万8200人、第2話が27%増加して15万8700人の視聴者を獲得した。
第2シーズンの初回は18-49歳層でレイティング・シェアは2.2、視聴者数は385万人であり、シリーズ最高値を記録した。同シーズン第6話では18-49歳層のレイティング・シェアが0.9、視聴者数が1890万とシリーズ最低値を記録したが、それ以降のエピソードでは200万人を下回ることはなかった。第2シーズンの最終回は18-49歳層のレイティング・シェアが1.3、視聴者数が229万人であった。
| シーズン | タイムスロット (ET) | 話数 | 初回           | 初回                    | 最終回         | 最終回                    | 順位 | 視聴者数 （百万人） |
| シーズン | タイムスロット (ET) | 話数 | 日付           | 初回視聴者数 （百万人） | 日付           | 最終回視聴者数 （百万人） | 順位 | 視聴者数 （百万人） |
| -------- | ------------------- | ---- | -------------- | ----------------------- | -------------- | ------------------------- | ---- | ------------------- |
| 1        | 水曜 午後10時       | 12   | 2011年10月5日  | 3.18                    | 2011年12月21日 | 3.22                      | ??   | 2.82                |
| 2        | 水曜 午後10時       | 13   | 2012年10月17日 | 3.85                    | 2013年1月23日  | 2.29                      | ??   | 2.53                |
| 3        | 水曜 午後10時       | 13   | 2013年10月9日  | 5.54                    | TBA            | TBA                       |      |                     |

### 受賞歴
『アメリカン・ホラー・ストーリー』により、プライムタイム・エミー賞ではジェシカ・ラングが助演女優賞（ミニシリーズ・テレビ映画部門）、ジェームズ・クロムウェルは助演男優賞（ミニシリーズ・テレビ映画部門）を獲得した。またクリエイティブ・アーツ・エミー賞ではヘアスタイリング賞（ミニシリーズ・テレビ映画部門）、音響編集賞（ミニシリーズ・テレビ映画・スペシャル部門）を受賞した。ゴールデングローブ賞ではラングがテレビ助演女優賞を獲得した。全米映画俳優組合賞ではラングがドラマシリーズ女優賞を受賞した。他にアメリカン・フィルム・インスティチュートの年間トップテン番組に入り、美術監督組合賞、ブラム・ストーカー賞脚本賞、テレビ批評家協会賞、GLAADメディア賞ミニシリーズ賞、ゴールデン・リール賞音響編集賞、サテライト賞ジャンルテレビシリーズ賞を獲得した。ラングはまたサテライト賞で特別貢献賞を獲得した。

## 関連事項
- ドラマ
- ホラー
- レディー・ガガ
- ブラジリアンビキニワックス脱毛
- アナルブリーチング